# Satu Mare (Harghita)
Satu Mare é uma comuna romena localizada no distrito de Harghita, na região histórica da Transilvânia. A comuna possui uma área de 39.89 km² e sua população era de 1951 habitantes segundo o censo de 2007.